# 帕拉希納
50°10′37″N 30°32′59″E / 50.17694°N 30.54972°E
帕拉什奇納（烏克蘭語：Паращина）是位於烏克蘭北部的村莊，由基辅州奧布希夫區的科津市鎮負責管轄。該村始建於1905年，面積0.003平方公里，海拔高度142米，2001年人口25，人口密度每平方公里8,333.3人。